# Копа Америка де Циклисмо
Копа Америка де Циклисмо (порт. Copa América de Ciclismo) — шоссейная однодневная велогонка, проходившая по территории Бразилии с 2001 по 2015 год.

## История
Гонка была создана в 2001 году и изначально проводилась в рамках национального календаря. В 2003 году вошла в международной календарь одновременно с созданием женской версии гонки, а в 2005 году в календарь только что созданного Американского тура UCI. В 2009 году снова вернулась на национальный уровень, а в 2012 снова вошла в Американский тур UCI. Всегда проводилась в первой декаде января. 
Трасса гонки представляла собой круг, который преодолевали несколько раз. Местом проведения почти всех гонок был автодром Интерлагос — трасса Формулы-1 протяжённостью 4,3 км в Сан-Паулу. Ещё трижды она проводилась в Рио-де-Жанейро. Сначала это было в 2008 году на той же трассе в парке Фламенго где проходили Панамериканские игры 2007 года. А затем в 2012 и 2013 годах, после возвращения в календарь Американского тура UCI, чтобы соответствовать минимальной длине круга в 10 км согласно регламенту UCI — по круговому маршруту от парка Фламенго вдоль аэропорта Сантос-Дюмон до Авеню Родригес Алвеса и обратно протяжённостью 10-12 км. В 2015 году прошла Ботукату. Общая протяжённость дистанции до 2011 года составляла от 33 до 44 км, а с 2012 по 2015 год от 100 до 110 км.
Рекордсменом с четырьмя победами стал бразилец Нильсэу душ Сантуш, одержавший их все подряд. А всего призёрами гонки становились представители только Америки.

### Галерея мест проведения

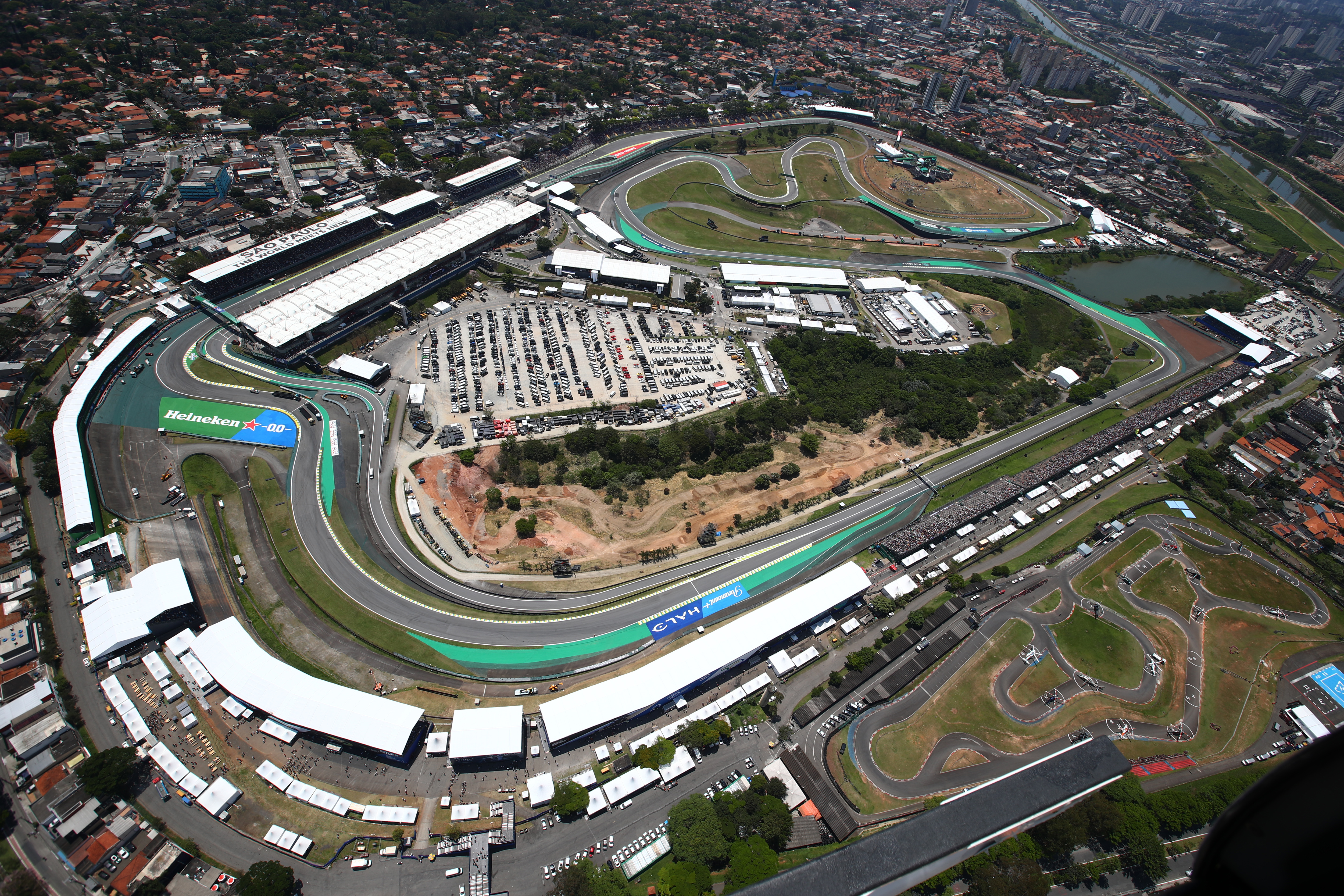
Интерлагос
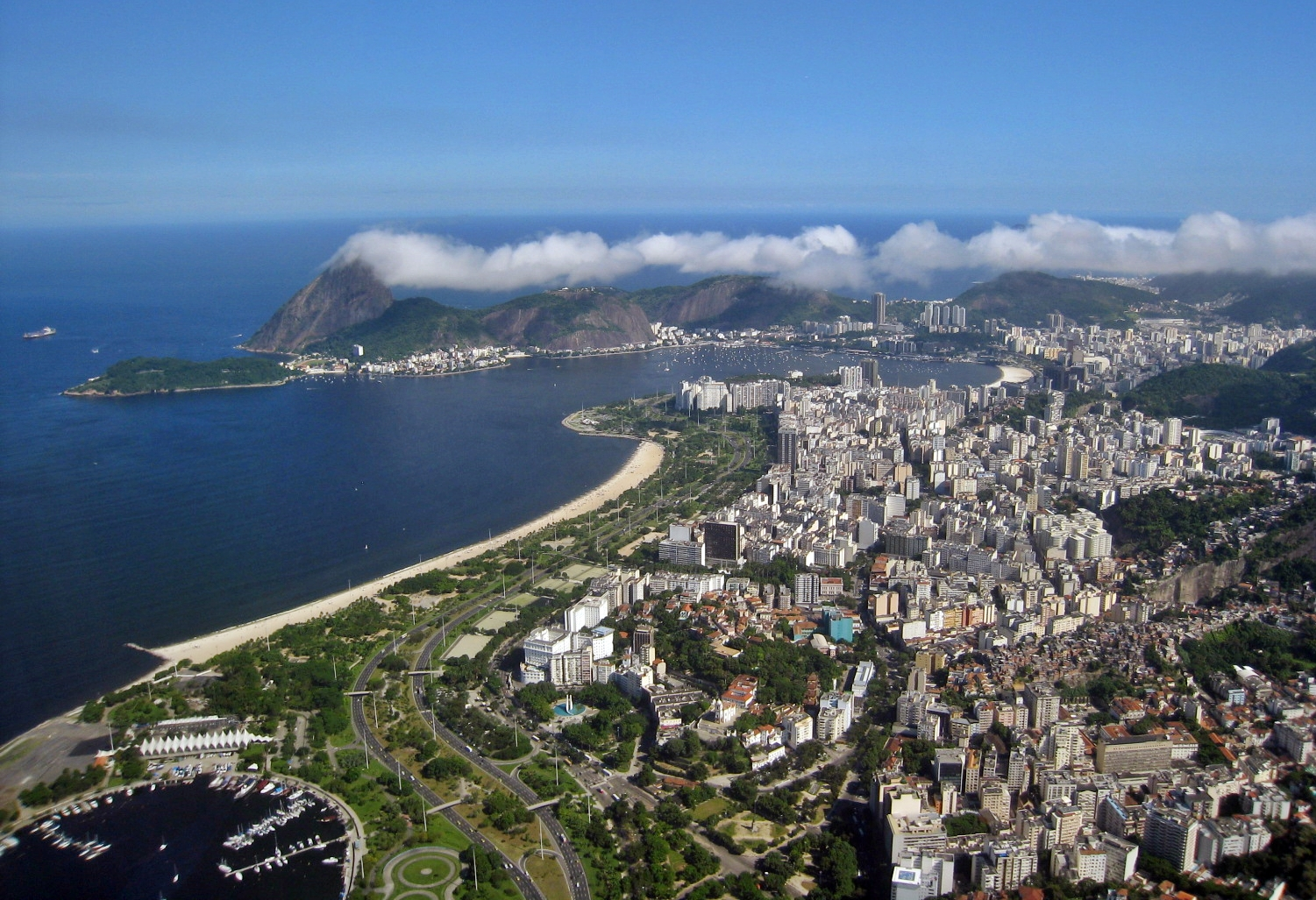
парк Фламенго
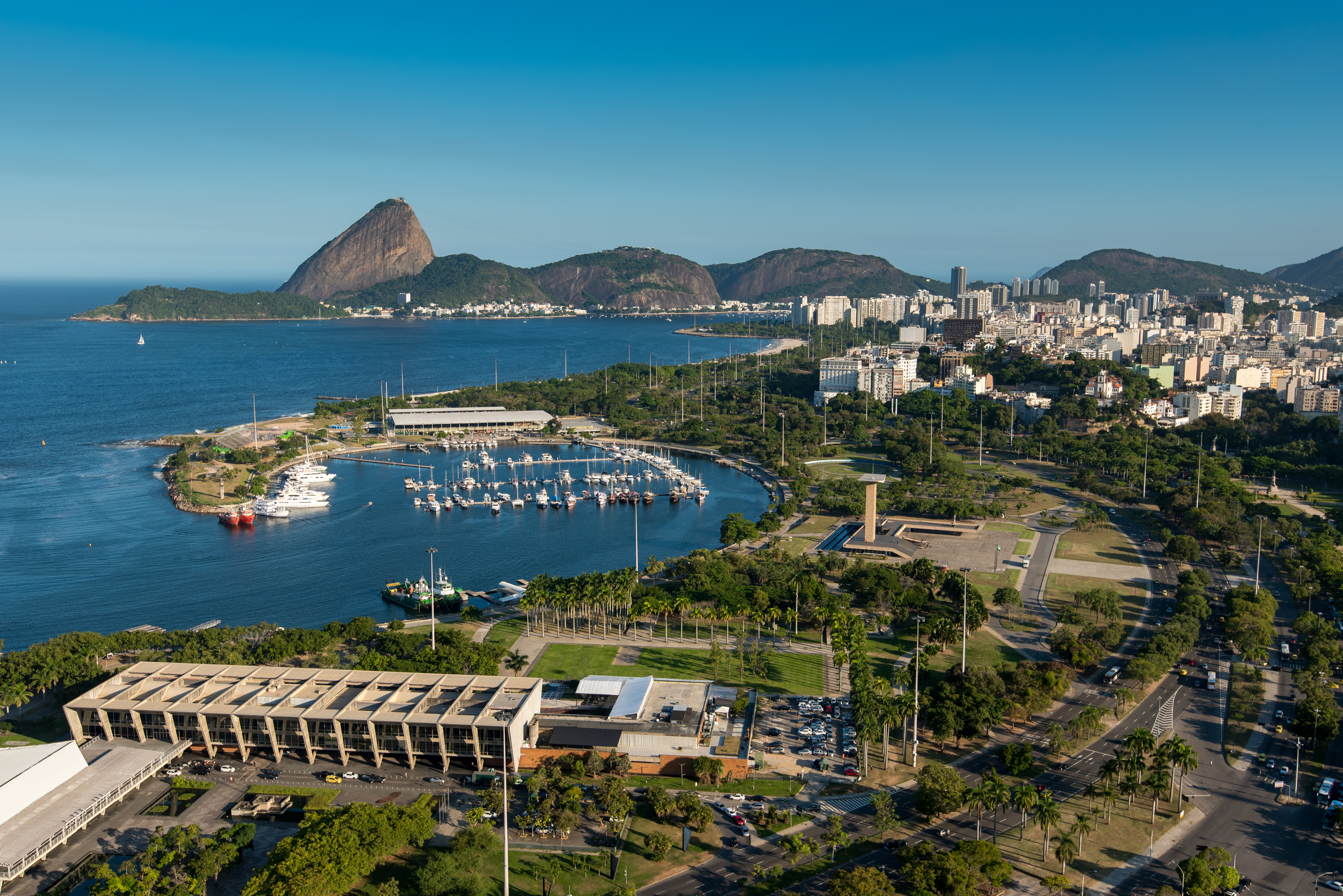
парк Фламенго

## Призёры

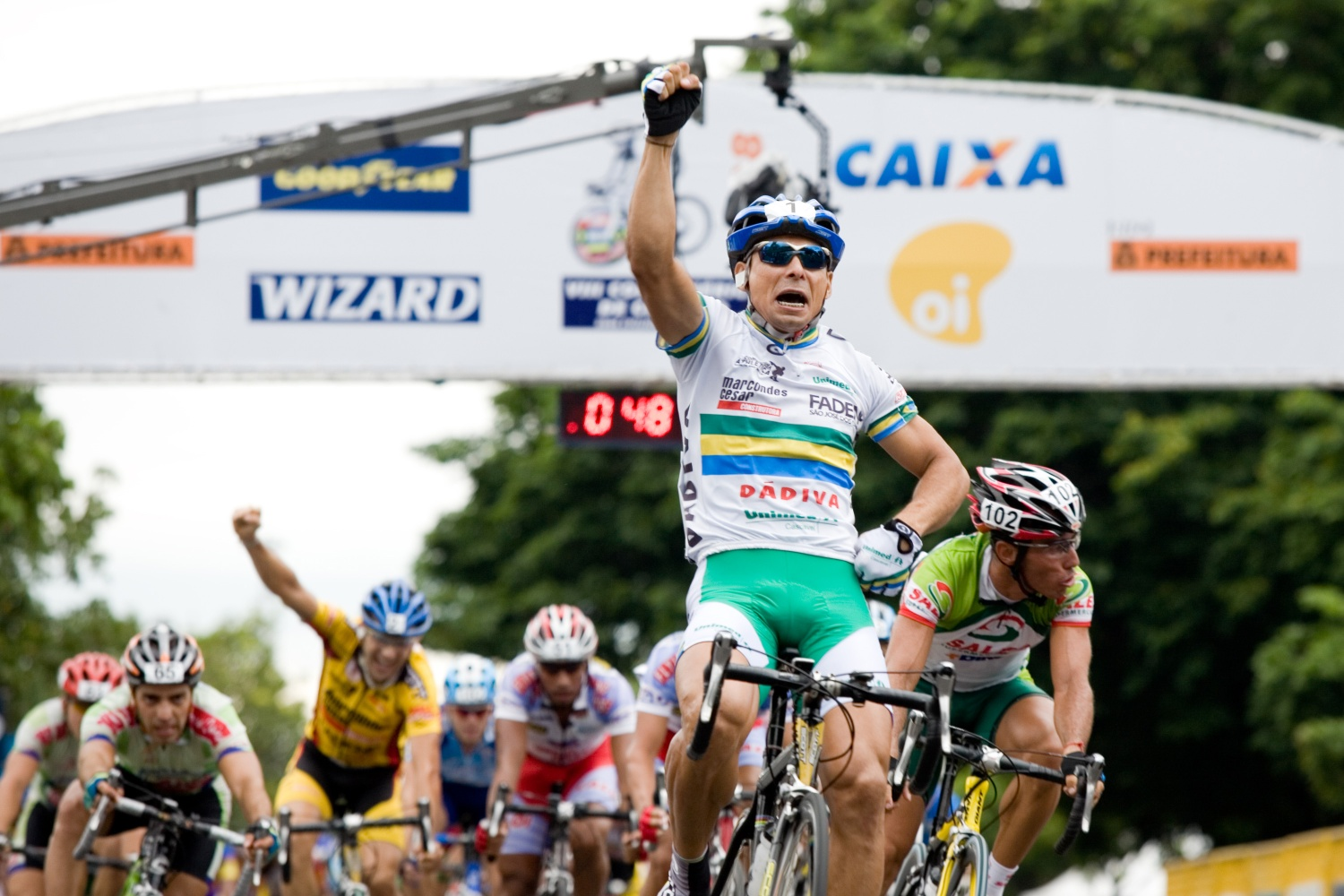
Финиш 2008 года

| Год  | Победитель             | Второй                 | Третий                       |
| ---- | ---------------------- | ---------------------- | ---------------------------- |
| 2001 | Андре Гризанте         | Мурилу Фишер           | Франсиско Бело Эудо          |
| 2002 | Джон Лесвин            | Грегорио Баре          | Нильсэу душ Сантуш           |
| 2003 | Ренато Рошлер          | Мэтт ДеКанио           | Андре Гризанте               |
| 2004 | Алем Рейес             | Эдди Сиснерос          | Армандо Камарго              |
| 2005 | Нильсэу душ Сантуш     | Кристиан Родольфо Леон | Маркос Новелло               |
| 2006 | Нильсэу душ Сантуш     | Родриго де Мелло Брито | Эктор Агилар                 |
| 2007 | Нильсэу душ Сантуш     | Франсиско Чаморро      | Рафаэль Энрике Серпа Манчини |
| 2008 | Нильсэу душ Сантуш     | Франсиско Чаморро      | Фабиэль Мота                 |
| 2009 | Франсиско Чаморро      | Нильсэу душ Сантуш     | Мишель Фернандес             |
| 2010 | Жералдо да Силва Соуза | Эдгардо Симон          | Рафаэль Энрике Серпа Манчини |
| 2011 | Брено Сидоти           | Роберто Пиньейру Силва | Жеан Карло Колока            |
| 2012 | Франсиско Чаморро      | Роберто Пиньейру Силва | Нильсэу душ Сантуш           |
| 2013 | Франсиско Чаморро      | Нильсэу душ Сантуш     | Клебер Рамос                 |
| 2015 | Карлос Манарелли       | Франсиско Чаморро      | Кристиан Эджидио             |